# Nguyễn Phạm Tuân
Nguyễn Phạm Tuân (阮范遵, 1842 - 10 tháng 4, 1887) là một người yêu nước, nhà thơ Việt Nam. Quê ông ở huyện Lệ Thủy, tỉnh Quảng Bình. Ông là một nhân vật trong Phong trào Cần Vương.
Khi đi thi, ông đỗ Cử nhân năm 1873; làm tri phủ Đức Thọ, tỉnh Hà Tĩnh. Năm 1883, khi được tin triều đình Huế đầu hàng thực dân Pháp, Nguyễn Phạm Tuân đã treo ấn từ quan.
Năm 1885, ông hưởng ứng chiếu Cần Vương, ông đã được phòng chức Tán tương Quân vụ Quân thứ ở tỉnh Quảng Bình, từng đánh thành Đồng Hới. Vào năm 1886, lại được phong chức Thượng tướng; cùng Lê Trực và hai người con của Tôn Thất Thuyết trực tiếp phò vua Hàm Nghi chống Pháp ở Tuyên Hóa. Ông đã từng tổ chức đột nhập thành Quảng Bình để giết quan Bố chính Nguyễn Đình Dương; một người cộng tác với Pháp.
Đến đầu 1887, ông bị trúng đạn của đội quân Pháp, bị bắt và mất vì vết thương quá nặng ở trong tù.
Tác phẩm còn được biết đến của ông là bài thơ "Đề miếu Nguyễn Biểu" và "Câu đối làm khi bị bắt" với nhiều nghĩa khí. Tên ông được đặt cho một đường phố ở Hà Nội.

## Tác phẩm
| Đề Nghĩa Vương miếu Đông A nhật mộ khởi hoàng phân Mã sậu hoa nguyên thuộc gián thần Năng đạm nhân đầu năng đạm Phụ Thượng tồn ngô thiệt thượng tồn Trần Nhất thanh mạ tặc hưởng thiên địa Bát tự đề điều khấp quỷ thần Thê thảng Bình Hồ thiên cổ miếu Y y chính khí dẫn thanh phân | Đề miếu Nguyễn Biểu Đông A ngày tối đám mây vần Ngựa vượt đồng hoa cậy gián thần Hễ nuốt đầu người thì nuốt Phụ Hãy còn tấc lưỡi vẫn còn Trần Một câu chửi giặc vang trời đất Tám chủ đề cầu khóc quỷ thần Miếu cổ Bình Hồ còn phảng phất Mùi thơm chính khí tỏa lâng lâng (Khương Hữu Dụng dịch) |

| Bị đãi thời tác Sổ thế quân ân thù nhất tử Thập niên hoạn nghiệp túc tam sinh | Câu đối làm khi bị bắt Ơn nước mấy đời đền một chết Nghề quan mười tuổi vẹn ba sinh |